# Les Derniers Jours de Pompéi
Pour les articles homonymes, voir Les Derniers Jours de Pompéi (homonymie).
Les Derniers Jours de Pompéi (titre original : The Last Days of Pompeii) est un roman historique anglais écrit par Edward Bulwer-Lytton en 1834. 
Le roman culmine avec la description de l'éruption du Vésuve et la destruction de la ville de Pompéi en 79 ap. J.-C..

## Genèse
L'idée du roman est venue au baron Edward Bulwer-Lytton après qu'il a vu, exposé à Milan, le tableau du peintre russe Karl Briullov intitulé Le Dernier Jour de Pompéi, peint d'après nature lors d'une visite de l'artiste à Pompéi en 1828, tableau considéré comme son chef-d’œuvre.

## Présentation de l'intrigue
Le roman décrit aux travers de ses personnages le contraste entre, d'une part, une culture romaine du Ier siècle décadente, d'autre part, des cultures anciennes et des tendances nouvelles. 
Le protagoniste, Glaucus, représente les Grecs, qui ont été assujettis par Rome, et sa némésis Arbaces, la culture encore plus ancienne de l'Égypte. Olinthus est le chef représentatif de la religion chrétienne naissante, qui est présentée favorablement, mais non sans un regard critique. La sorcière du Vésuve, bien qu'elle ne dispose d'aucun pouvoir surnaturel, révèle l'intérêt de Bulwer-Lytton pour l'occulte, thème qui apparaîtra dans les œuvres ultérieures de l'auteur, en particulier dans La Race à venir... celle qui nous exterminera (The Coming Race, 1871).

## Résumé

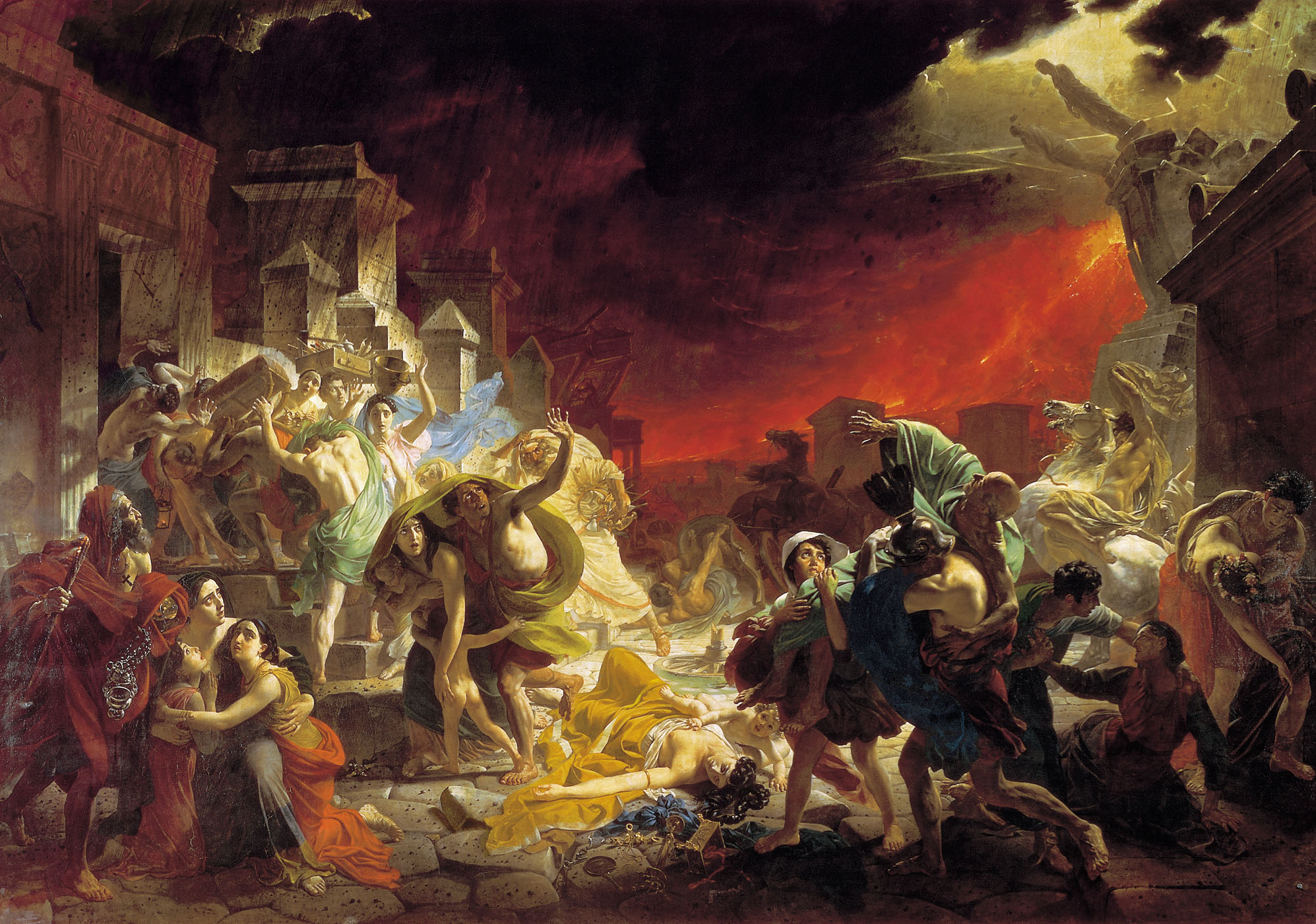
Peinture de Karl Briullov, Le Dernier Jour de Pompéi (1827–1833)

Pompéi, AD 79. Glaucus, notable athénien, arrive dans la bruyante et animée ville de Pompéi. Il tombe très vite amoureux de la belle Grecque Ione. Le tuteur de celle-ci, le malveillant sorcier égyptien Arbaces, grand-prêtre du culte de la déesse Isis, a des vues sur la jeune femme ; il entreprend de détruire le bonheur naissant du jeune couple. Il a déjà anéanti Apaecidès, le frère sensible de Ione, en l'incitant à devenir prêtre d'Isis, un clergé en proie au vice.
Glaucus sauve Nydia, une esclave aveugle secrètement éprise de lui, de ses maitres brutaux. Arbacès déclare sa flamme à Ione. Horrifiée, elle le repousse, ce qui le met dans une colère noire ; Glaucus et Apaecidès sauvent Ione de son emprise, mais le sorcier est blessé par un tremblement de terre, signe annonciateur d'une éruption imminente du Vésuve.
Glaucus et Ione exultent d'amour, au grand tourment de Nydia, tandis qu’Apaecides trouve une nouvelle religion dans le christianisme.
Apaecidès et Olynthus, un des premiers chrétiens, décident de dénoncer publiquement la tromperie du culte d'Isis. Remis de ses blessures, Arbacès surprend et poignarde à mort Apaecidès, et impute le crime à Glaucus.
Ione est convaincue qu'Arbacès est le meurtrier de son frère. Le sorcier l'emprisonne dans son manoir ainsi que l'esclave aveugle Nydia. Cette dernière a en effet découvert qu'il existe un témoin oculaire du meurtre d'Apaecidès, qui prouve l'innocence de Glaucus : il s'agit du prêtre Calénus, gardé prisonnier par Arbacès. Nydia fait parvenir clandestinement une lettre à Salluste, un ami de Glaucus, dans laquelle elle supplie de les sauver.
Glaucus est reconnu coupable du meurtre d'Apaecidès, et Olynthus, coupable d'hérésie. Ils sont condamnés à être jetés en pâture à des fauves dans les arènes. Tout Pompéi se rassemble dans les arènes pour assister aux sanglants combats des gladiateurs. Glaucus est mené dans l'arène avec un lion. Par miracle, la bête l'épargne et retourne dans sa cage. À cet instant, Salluste fait irruption dans l'arène et révèle le complot d'Arbaces. La foule exige alors qu'Arbacès soit jeté au lion, mais il est trop tard : le Vésuve commence à entrer en éruption ; cendres et pierres se mettent à pleuvoir, semant la panique parmi la population.
Dans le chaos général, Arbacès s'empare de Ione, mais il est tué par la foudre. Nydia conduit Glaucus, Salluste et Ione en sûreté sur un bateau amarré dans la baie de Naples. Le lendemain matin, elle se suicide en se laissant submerger par les flots ; pour elle, la mort est préférable à l'agonie de son amour non partagé pour Glaucus.
Dix ans plus tard, à Athènes, Glaucus écrit à Salluste à Rome. Il lui fait part de son bonheur et de celui d'Ione. Ils ont érigé un tombeau pour Nydia et tous deux ont embrassé la religion chrétienne.

## Adaptations
Le roman a connu plusieurs adaptations pour la scène, sous forme d'opéra, mais surtout pour le cinéma.

### Au cinéma
(liste non exhaustive)
- 1900 : The Last Days of Pompeii, court métrage muet britannique réalisé par Walter R. Booth ;
- 1913 : Les Derniers Jours de Pompéi, film italien de Mario Caserini ;
- 1926 : Les Derniers Jours de Pompéi, film italien de Carmine Gallone ;
- 1935 : Les Derniers Jours de Pompéi, film américain d'Ernest B. Schoedsack et Merian C. Cooper, avec Preston Foster, Basil Rathbone (adaptation libre du roman), , avec Preston Foster et Basil Rathbone, est infidèle au roman, bien qu'il ait inspiré les scènes de l'éruption du Vésuve. Le film ne reprend ni son intrigue ni ses personnages ;
- 1950 : Les Derniers Jours de Pompéi, film franco-italien de Marcel L'Herbier et Paolo Moffa, avec Micheline Presle, Georges Marchal ;
- 1959 : Les Derniers Jours de Pompéi, film italien de Mario Bonnard et Sergio Leone, avec Steve Reeves, Christine Kaufmann, Fernando Rey.

### À la télévision
- 1984 : Les Derniers Jours de Pompéi, mini-série italienne-française-britannique de Peter Hunt, avec sir Laurence Olivier, Duncan Regehr, Nicholas Clay, Olivia Hussey, Linda Purl, Franco Nero, Lesley-Anne Down, Ernest Borgnine, Ned Beatty et Siobhán McKenna ;
- 2007 : Pompei, mini-série italienne en deux épisodes.

### Opéra
- Les Derniers Jours de Pompéi du compositeur français Victorin de Joncières, jouée au Théâtre Lyrique de Paris le 21 septembre 1869

## Hommage
Une statue célèbre, directement inspirée d'un personnage du roman, a été sculptée par l'Américain Randolph Rogers vers 1853-1854 : Nydia, the Blind Flower Girl of Pompeii (littéralement : Nydia, l'aveugle aux fleurs de Pompéi). L’œuvre a connu un tel succès que l’atelier de Randolph Rogers a produit 77 exemplaires en marbre de la statue d'origine.

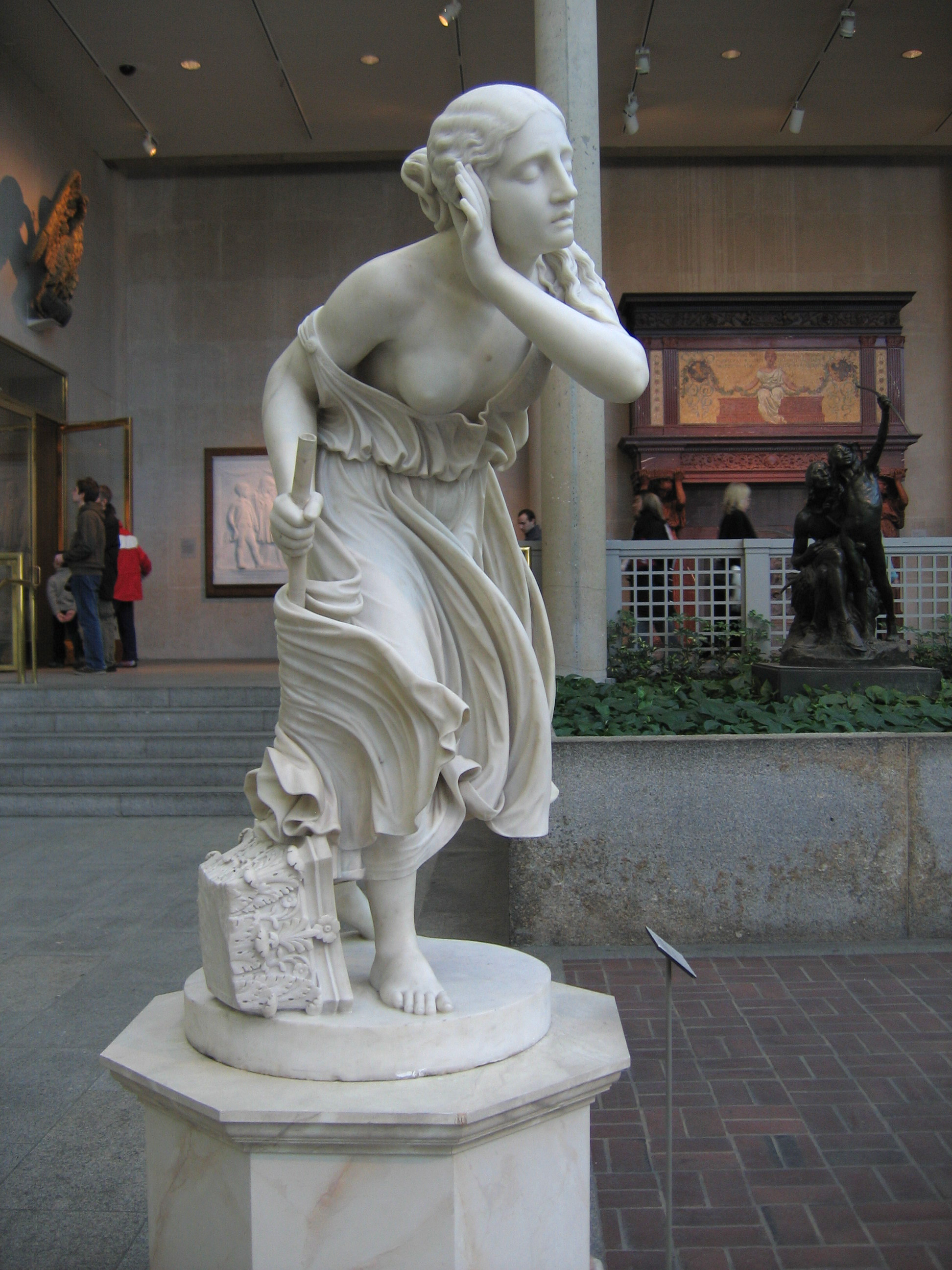
Nydia (réplique de Randolph Rogers, 1856), Metropolitan Museum of Art, New York City